# Ingo Enskat
Ingo Enskat (* 7. Juli 1972 in Bremen) ist ein deutscher Basketballtrainer und -funktionär. Er ist sportlicher Leiter bei den Crailsheim Merlins.

## Laufbahn
Enskat wurde 1983 Mitglied des TSV Lesum und begann in der Jugendabteilung des Bremer Vereins 1988 seine Trainerlaufbahn. Er betreute dort bis 2003 verschiedene Mannschaften. Ab 1996 war er zusätzlich Jugendkoordinator des TSV Lesum und hatte diesen Posten bis 2004 inne. Weitere Tätigkeiten in dieser Zeit umfassten die des Auswahltrainers des Bremer Basketball Verbandes (1992 bis 1994) und die des Lehrbeauftragten mit Schwerpunkt Basketball im Fachbereich Sport an der Universität Bremen.
Zwischen 2001 und 2003 wirkte Enskat als Co-Trainer beim damaligen Zweitligisten Bremen Roosters, bevor er dort zum Cheftrainer aufstieg und dieses Amt zwei Jahre ausübte (2003–2005).
2005 wechselte er zum TSV Crailsheim (damals ebenfalls 2. Bundesliga) und war dort bis 2008 als Assistenztrainer sowie Jugendkoordinator tätig, ehe er 2008 den Posten des Cheftrainers übernahm. Er führte den Verein in seiner ersten Saison als Hauptverantwortlicher (2008/09) zum Meistertitel in der 2. Bundesliga Pro B und zum Aufstieg in die ProA. Enskat blieb bis 2012 im Amt und wechselte dann auf die Stelle des sportlichen Leiters. 2014 folgte der Gang der Merlins in die Bundesliga. In der ersten Saison in der höchsten deutschen Spielklasse trennte sich der Verein im November 2014 von Cheftrainer Willie Young, Enskat übernahm den Posten. Der sportliche Klassenerhalt wurde unter Enskat nicht erreicht, doch die Merlins erhielten für die folgende Saison 2015/16 den nach dem Rückzug der Artland Dragons Quakenbrück vakanten Bundesliga-Startplatz zugesprochen. Im März 2015 einigte sich Enskat mit dem Verein auf eine Fortsetzung der Zusammenarbeit bis 2017. Am 13. März 2016 gab Enskat das Traineramt an den Finnen Tuomas Iisalo ab und kehrte auf den Posten des sportlichen Leiters zurück. Zu diesem Zeitpunkt hatten die Merlins neun der letzten zehn Bundesliga-Spiele verloren und standen auf dem vorletzten Tabellenplatz. Nach dem Abstieg aus der Bundesliga 2016 kehrten die Merlins im Jahr 2018 mit Enskat als Sportdirektor und Iisalo als Trainer in Deutschlands höchste Spielklasse zurück. Die Vizemeisterschaft bedeutete gleichzeitig den zweiten Aufstieg der Crailsheim Merlins in die Basketball-Bundesliga. 2024 mussten Enskat und die Hohenloher erneut den Abstieg aus der Bundesliga hinnehmen.